# 경포 (후한)
경포(耿苞, ? ~ 199년?)는 중국 후한 말의 정치가이다.

## 생애
원소(袁紹)를 섬겼다.
건안(建安) 4년(199) 3월, 원소는 공손찬(公孫瓚)의 세력을 흡수하였다. 이후 그는 교만해지기 시작하였고, 내심 황제가 되고픈 마음이 있었으나 겉으로 드러내지는 않았다.
부하들의 마음을 떠보기 위하여, 원소는 은밀히 경포를 부르고는 부하들 앞에서 이렇게 말하도록 시켰다.
| “ | 붉은 덕(赤德)은 쇠잔하여 다하였고 원(袁)은 황윤(黃胤)이 되니, 마땅히 하늘의 뜻에 순응하십시오. | ” |

경포는 원소의 말대로 하였다. 주변에 있던 사람들 모두 경포가 망령된 말을 했으니 죽여야 한다고 비난하였고, 이에 원소는 경포를 죽여 야심을 숨겼다.